# Wjatscheslaw Diduschenko
Wjatscheslaw Wolodymyrowytsch Diduschenko (ukrainisch В’ячеслав Володимирович Дідушенко; russisch Вячеслав Владимирович Дидушенко, Wjatscheslaw Wladimirowitsch Diduschenko; * 11. Dezember 1960 in Saporischschja, Ukrainische SSR, Sowjetunion) ist ein ukrainischer Handballtrainer und ehemaliger Handballspieler.

## Spielerlaufbahn
Wjatscheslaw Diduschenko begann in der vierten Klasse in der Schule mit dem Handball, nachdem er sich im Ringen und Schwimmen ausprobiert hatte. Nach einem Schulwechsel kam der linke Außenspieler in die Mannschaft von ZAS Saporischschja. An der Seite von Spielmacher Leonid Berenstein gewann er 1980 die ukrainische Meisterschaft und das Qualifikationsturnier für die sowjetische Meisterschaft. Während Berenstein zu SII Saporischschja wechselte, blieb Diduschenko noch eine Saison bei ZAS. Nach dem erneuten Abstieg folgte er ihm 1981 zu SII. Unter der Leitung von Semen Polonskyj erreichte die Mannschaft 1982 den dritten Platz in der sowjetischen Meisterschaft. Daraufhin nahmen sie am IHF-Pokal 1982/83 teil. Der Flügelspieler erzielte 13 Tore im Rückspiel beim 29:19 gegen FH Hafnarfjörður aus Island und 14 Tore beim 36:8 gegen HV Blauw Wit Neerbeek aus den Niederlanden. Vor dem Halbfinalhinspiel bei den Reinickendorfer Füchsen aus der Bundesrepublik Deutschland brach sich Diduschenko den Außenknöchel, dennoch durfte er mitreisen. Beim 22:20-Sieg im Finalhinspiel bei IFK Karlskrona in Schweden kam er wieder zu ersten Spielminuten, beim 23:19-Heimsieg bestritt er das ganze Spiel. Im IHF-Pokal 1984/85 erreichte Saporischschja erneut das Finale. Beim rumänischen Vertreter HC Minaur Baia Mare verlor die Mannschaft ohne Polonskyj und Berenstein mit 17:22. Das 18:14 zu Hause reichte nicht zum Titelgewinn.
1990 durfte er ins Ausland wechseln. Er spielte beim polnischen Verein Zagłębie Lubin, wo er erste Erfahrung als Trainer der zweiten Mannschaft sammelte.
Bei den European Masters Games 2008 gewann er mit der ü45-Nationalmannschaft der Ukraine die Silbermedaille.
Diduschenko erhielt die Auszeichnungen Meister des Sports der UdSSR von internationaler Klasse und Geehrter Arbeiter der Körperkultur und des Sports der Ukraine.

## Trainerlaufbahn
Ab 1994 arbeitete Diduschenko als Assistenztrainer von Wladyslaw Zyganok bei seinem alten Verein, der jetzt ZTR Saporischschja hieß. Zusätzlich übernahm er die Reservemannschaft. In dieser Zeit wurde ZTR 1995, 1998, 1999, 2000 und 2001 ukrainischer Meister sowie 2001 Pokalsieger. 2002 wurde Diduschenko zum Cheftrainer befördert. 2003, 2004, 2005, 2007, 2008 und 2009 gewann man die nationale Liga. Nachdem man im September 2009 die Qualifikation für die Gruppenphase der EHF Champions League verpasst hatte, wurde er als Cheftrainer beurlaubt. Er blieb dem Verein als Trainer der zweiten Mannschaft treu. Von 2011 bis 2013, 2015/16 und 2019/20 war er wieder Cheftrainer. 2013 wurde er Pokalsieger.
Diduschenko gehörte unter Zyganok zum Trainerteam der ukrainischen Männer-Handballnationalmannschaft. Mit der ukrainischen Juniorennationalmannschaft nahm er an der U-20-Europameisterschaft 2002 und an der U-21-Weltmeisterschaft 2003 in Brasilien teil.